# Wattlesborough Castle
Wattlesborough Tower er ruinen af en befæstet herregård eller beboelsestårn fra 1200-tallet i Shropshire, England. Den ligger tæt grænsen til Powys i Wales. Wattlesborough er en listed building og et scheduled monument. Det består af et to-etagers tårn over en krypt omgivet af en voldgrav. Leighton-familien arvede Wattlesborough i 1471 og brugte det som deres primære residens ca. 1711. På dette tidspunkt blev der opført en gård ved siden af, der har fået navnet Wattlesborough Hall.